# Гаргата (Вирџинија)
Гаргата (енгл. Gargatha) насељено је место без административног статуса у америчкој савезној држави Вирџинија.

## Демографија
По попису из 2010. године број становника је 381.
| Група             | 2000.    | 2010.       |
| Белци             | 0 (0,0%) | 194 (50,9%) |
| Афроамериканци    | 0 (0,0%) | 128 (33,6%) |
| Азијати           | 0 (0,0%) | 2 (0,5%)    |
| Хиспаноамериканци | 0 (0,0%) | 48 (12,6%)  |
| Укупно            | 0        | 381         |